# Willa Włodzimierza Kulczyckiego w Radomiu
Willa Włodzimierza Kulczyckiego w Radomiu – zabytkowy budynek znajdujący się w Radomiu, przy ulicy Piłsudskiego 12. Obiekt jest częścią szlaku turystycznego Zabytki Radomia.

## Historia
Neorenesansa willa została wzniesiona w roku 1892 dla rejenta Włodzimierza Kulczyckiego z przeznaczeniem na jego siedzibę własną. W 1896 roku budynek nabył Bank Handlowy w Łodzi, który po dobudowaniu do istniejącego budynku piętrowego skrzydła od strony południowej, w 1898 otworzył w nim swoją radomską filię. Po odzyskaniu przez Polskę niepodległości w gmachu mieściła się Kasa Chorych, szkoła Polskiej Macierzy Szkolnej oraz redakcja dziennika Ziemia Radomska. W czasie II wojny światowej w budynku mieściła się centrala telefoniczna – wówczas parterową część gmachu nadbudowano o piętro. W 1945 roku budynek znacjonalizowano i przeznaczono na siedzibę Muzeum Miejskiego. Z tego okresu pochodzi część magazynowa, dobudowana od strony wschodniej. Od 1992 roku budynek jest siedzibą kolejno Wojewódzkiej (do 1999) i Miejskiej Biblioteki Publicznej im. Józefa i Andrzeja Załuskich.

## Architektura

### Budynek główny
Oddalony od linii zabudowy ulicy, dziewięcioosiowy budynek willi z 1892 nawiązuje do włoskiej architektury podmiejskiej epoki renesansu oraz polskiej architektury dworkowej. Niewielki piętrowy budynek ozdobiony jest czterokolumnowym portykiem korynckim z tralkowanymi balustradami po bokach. Fasadę zdobi także wykonany w stiuku fryz girlandowy oraz dekoracje okien. Nad oryginalnymi, rzeźbionymi drzwiami znajduje się nadświetle ozdobione kutą kratą z monogramem pierwszego właściciela budynku (WK) oraz rokiem budowy. W głównym holu budynku znajduje się ozdobione dekoracją florystyczną okno witrażowe z 1949 roku (aut. Eugeniusz Smidowicz), herby Radomia i województwa sandomierskiego oraz portrety Józefa i Andrzeja Załuskich.

### Budynek południowy
Dostawiony w latach 1896–1898 pięcioosiowy budynek posiada taki sam wystrój elewacji jak willa. Fasada ozdobiona jest ponadto dwoma szczytami oraz ażurowym, secesyjnym balkonem. Wewnątrz budynku zachowała się oryginalna klatka schodowa z bogato zdobioną żeliwną balustradą oraz wyprodukowana w sosnowieckich Zakładach Mechanicznych Kruszyńskiego i Szultza terakotowa posadzka ozdobiona geometrycznym wzorem.

## Otoczenie
W 2006 roku w ogrodzie zajmującym front działki ustawiono przeniesiony z Parku im. Kościuszki zabytkowy zegar słoneczny z XIX wieku.